# شهرستان پژمشل
شهرستان پژمشل (به لهستانی: Powiat Przemyśl) یک شهرستان در لهستان است که در استان پودکارپاتسکیه واقع شده‌است. شهرستان پژمشل ۱٬۲۱۳٫۷۳ کیلومتر مربع مساحت و ۷۰٬۸۸۲ نفر جمعیت دارد.